# Melvin Baron
Melvin L. Baron (1927 — 5 de março de 1997) foi um engenheiro estadunidense.